# Nimbus 2
Nimbus 2 – amerykański satelita meteorologiczny zbudowany w ramach projektu Nimbus. Stanowił platformę rozwijania systemów meteorologii satelitarnej. Wyniesiony na orbitę w maju 1966 roku, przestał działać w 1969 roku. 

## Budowa i działanie

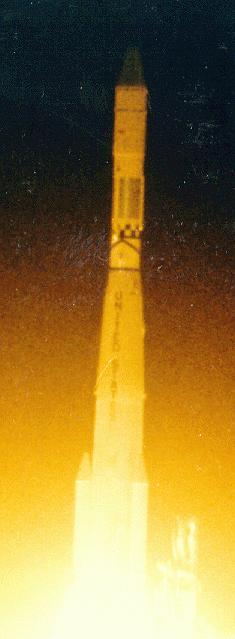
Start rakiety Thor SLV-2 Agena B z satelitą Nimbus 2.

Satelita, zbudowany przez General Electric, składał się z trzech zasadniczych części: pierścienia u podstawy satelity zawierającego zestaw czujników, kamer i systemów łączności, dwóch paneli ogniw słonecznych po bokach i systemu stabilizacji składającego się z czujników położenia i silników korekcyjnych włączanych w przypadku wykrycia zmian w stosunku do zaprogramowanych parametrów orbity. Całość połączono za pomocą konstrukcji kratownicowej. U podstawy satelity, mieściło się również wyposażenie elektroniczne, akumulatory i anteny nadawania telemetrii. W geometrycznym środku torusa umieszczona była struktura o kształcie litery H, mieszcząca większe instrumenty i taśmowe rejestratory danych. Na szczycie statku znajdowała się obudowa systemów kontrolnych, zawierająca detektory Słońca i horyzontu, dysze układu sterowania położeniem i anteny odbierające łączność z Ziemi. Położenie i pozycja statku mogła być kontrolowana we wszystkich trzech osiach, z dokładnością ±1° .

### Advance Vidicon Camera System
- System zaawansowanych kamer Vidicon (Advanced Vidicon Camera System) rejestrował zdjęcia chmur na rejestratorze taśmowym, składał się z trzech kamer telewizyjnych zapisujących obrazy na rejestratorze taśmowym, do późniejszego odtworzenia i przesłania do wybranych stacji naziemnych. System korzystał z nadajnika pasma S. Kamery umieszczone były w torusie, w układzie wachlarza, a ich pola widzenia tworzyły jeden trzyczęściowy obraz. Każda z kamer miała pole widzenia 37°. Oś obrazu środkowej kamery była prostopadła do spodu statku. Pozostałe kamery były odchylone o 35° od osi kamery centralnej. Obiektywy wszystkich miały ogniskową długości 1,65 cm i światłosiłę f/4. Potencjometr sprzężony z ogniwami słonecznymi otwierał przesłony kamer przy f/16 nad równikiem i przy f/4 nad biegunami. Obraz każdej z kamer był zbierany przez przetwornik typu Vidicon o średnicy 2,54 cm i rozdzielczości 800 linii. Dla zdjęć wykonywanych z wysokości 800 km, dawało to rozdzielczość ok. 1 km w nadirze. Na tej wysokości połączone obrazy kamer obejmowały obszar 830×2700 km. Rejestrator mieścił dane z dwóch pełnych orbit, tj. 192 skumulowanych obrazów 3 kamer. Podczas pracy na częstotliwości 1,7075 GHz przesłanie całej zawartości rejestratora zajmowało ok. 4 min[1] .

### Automatic Picture Transmission
- Kamera automatycznej transmisji obrazów (Automatic Picture Transmission): System kamery i nadajnika do przesyłania lokalnych obrazów telewizyjnych chmur do odpowiednio wyposażonych stacji naziemnych w czasie rzeczywistym. Obiektyw kamery miał pole widzenia 108°, światłosiłę f/1,8, ogniskową długości 0,57 cm. Kamera umieszczona była pośrodku pierścienia instrumentów, w strukturze w kształcie litery H. Jej oś optyczna była równoległa do osi obrotu statku. Wykonanie zdjęcia zajmowało 8 sekund, a przesłanie go na Ziemię 200 sekund. Osiemset linii obrazu czujnika typu Vidicon kamery, o śr. 2,54 cm, było czytanych w tempie 4 linii/s. Nadajnik o mocy 5 W, pracujący na częstotliwości 136,95 MHz, przekazywał obrazy do stacji naziemnych będących w jego zasięgu. Na orbicie nominalnej pojedyncze zdjęcie obejmowało obszar 1660×1660 km, z rozdzielczością liniową w nadirze wynoszącą 3 km.

### High-Resolution Infrared Radiometer
- Radiometr podczerwony wysokiej rozdzielczości (High-Resolution Infrared Radiometer; masa: 5,1 kg; zużycie energii elektrycznej: 4 W). Instrument służył do pomiaru temperatury powierzchniowej chmur i kontynentów. W ciągu dnia jego dane uzupełniały obrazy kamer telewizyjnych. Zamontowany był w pierścieniu przyrządów. Rejestrował podczerwień w zakresie 3,5–4,1 μm. Przyrząd składał się z: układu optycznego, detektora podczerwieni (SePb), układów elektronicznych, rejestratora taśmowego, filtru minimalizującego wpływ pary wodnej i dwutlenku węgla w atmosferze. Działanie HRIR opierało się na przełożeniu energii odbieranego promieniowania na napięcie elektryczne rejestrowane do późniejszego przesłania. Pole widzenia instrumentu wynosiło ok. 1,5°, co odpowiadało 8 km na powierzchni Ziemi. Zakres dynamiczny radiometru umożliwiał pomiar temperatur od 210 K do 330 K.

### Medium-Resolution Infrared Radiometer
- Radiometr podczerwony średniej rozdzielczości (Medium-Resolution Infrared Radiometer; masa: 9,5 kg; zużycie energii elektrycznej: 7,4 W[1] . Urządzenie mierzyło poziom promieniowania podczerwonego emitowanego i odbitego przez Ziemię i atmosferę ziemską. Obiektyw o średnicy 4,3 cm miał pole widzenia 2,8° co dawało ok. 55 km powierzchni Ziemi[2] .

## Misja
Misja satelity rozpoczęła się 15 maja 1966 roku, kiedy to rakieta Thor Agena B wyniosła na niską orbitę okołoziemską drugiego satelitę meteorologicznego zbudowanego w ramach programu Nimbus. W momencie znalezienia się na orbicie satelita otrzymał oznaczenie COSPAR 1966 040A. Satelita działał poprawnie do 26 lipca 1966 roku, kiedy przestał działać główny rejestrator danych. Jego funkcję przejął rejestrator urządzenia HRIR, który działał do 15 listopada 1966 roku. Część danych była następnie przekazywana na Ziemię w czasie rzeczywistym do 17 stycznia 1969 roku, kiedy awarii uległ system orientacji satelity w przestrzeni, co ostatecznie przyczyniło się do zakończenia jego misji .